# Kamimuria exilis
Kamimuria exilis és una espècie d'insecte pertanyent a la família dels pèrlids que es troba a Àsia: Rússia (incloent-hi Sibèria) i Mongòlia.